# 2 cm Flakvierling 38
A 2 cm Flakvierling 38 egy német gyártmányú négycsövű légvédelmi gépágyú volt, melyet a második világháború alatt használtak.

## Történet
A FlaK 30 légvédelmi gépágyú hadrenbe állításakor a Luftwaffe és a hadsereg is komolyan kételkedett a fegyver hatékonyságában, különösen azért, mert az alacsonyan támadó zuhanóbombázók és támadó repülőgépek sebessége folyamatosan növekedett. A hadsereg úgy gondolta, hogy a problémát a 3,7 cm-es űrméretű fegyverek bevezetése oldja meg, melyeket az 1920-as évektől fejlesztettek, tűzgyorsaságuk megegyezett a FlaK 38 gépágyújéval, de az általuk kilőtt lövedékek súlya közel nyolcszorosa volt. Ez nem csupán azt jelentette, hogy a lövedékek becsapódáskor halálosabbak voltak, hanem azt is, hogy a nagyobb energiájuk által nagyobb távolságokra repülhetnek, így megnövelve a fegyver lőtávolságát.
A 20 mm-es fegyverek fejleszthetőségét kilátástalannak gondolták, olyannyira fejlesztették őket, hogy használhatóak maradjanak. Emiatt meglepetésnek számított, amikor a Rheinmetall képes volt kifejleszteni a 2 cm Flakvierling 38 típust, amely versenyképesnek bizonyult. A vierling szó szerint „négyes ikreket” jelent, amely a fegyver négycsövű kialakítására utal.
A fegyver négy darab 2 cm-es FlaK 38 légvédelmi gépágyúból, behajtható ülésekből, lehajtható kezelőkarokból és lőszeres állványokból állt. A fegyver állványa háromszög alakú, mindhárom lábát emelőkkel látták el. A fegyvereket két kézikerékkel lehet mozgatni a célzáshoz és két pedállal lehet velük tüzelni - a pedálok a merőlegesen ellentétes lövegeket kezelik - fél-automatikusan, vagy automatikusan. A csöveket teljesen felemelve a fegyver 3070 mm magas.
A fegyvercsövekhez külön tartozik egy 20 töltény befogadására képes tölténytár. Ez azt jelenti, hogy a maximális össztűzgyorsaság 1400 lövés/perc, de harc közben csak 800 lövés/perc érhető el - ez gyakorlatban percenként 10 tárcserét jelent csövenként. A csöveket párokban is lehet használni (átlósan szemben), vagy együtt mindegyiket. A függőleges hatásos lőtávolság 2200 méter. A fegyvert földi célpontok ellen is éppoly hatékonyan lehetett használni, mint légi célpontok ellen.
A löveget alapesetben egy Sd. Ah. 52 vontatmányon szállították, és különféle teherautók és féllánctalpasok húzhatták, mint például az Opel Blitz, az Sd.Kfz. 251 és az Sd.Kfz. 11. Esetenként féllánctalpas teherautók platójára vagy harckocsik alvázára is szerelték, így létrehozva különféle önjáró légvédelmi gépágyúkat, mint az Sd.Kfz. 7/1, a Wirbelwind vagy az első Möbelwagen prototípus (mindkettő a Panzer IV harckocsi alvázán alapult). A Kriegsmarine használatában U-bootokra és hajókra szerelték rövid hatótávolságú légvédelem biztosítására, ezen kívül kikötők és más stratégiai fontosságú tengerparti létesítmények védelmére is használták. A Flakvierling általános eszköz volt vonatok védelmére is, még Hitler saját parancsnoki vonatán is alkalmazták.
A legközelebbi vetélytársa a szövetséges nemzetek fegyverarzenáljában a M2 Browning nehézgéppuskát alkalmazó M45 Quadmount volt, melyet az amerikai M3 féllánctalpas platójára telepítve létrehozták az M16 Multiple Gun Motor Carriage járművet.

## Lőszer
A 20×138 mm B lőszer széles választékát fejlesztették ki és alkalmazták a 2 cm FlaK lövegekhez; ezek közül a legfontosabbakat az alább lévő táblázat sorolja fel. Más lőszertípusok és léteztek, ideértve a számos gyakorló lövedéket (Übung vagy Üb. jelöléssel), és néhány páncéltörő típust. Ebben a kaliberben létezett nagy csőtorkolati sebességgel rendelkező volfrám-karbid magvas PzGr 40 lövedék is.
| Német jelölés                                                | Amerikai rövidítés | Töltény súlya [g] | Robbanótöltet                          | Csőtorkolati sebesség [m/s] | Leírás |
| ------------------------------------------------------------ | ------------------ | ----------------- | -------------------------------------- | --------------------------- | --- |
| Sprenggranatpatrone L'spur mit Zerleger                      | HE–T               | 115               | 6,0 g HE (nitropenta)                  | ?                           | Orrgyújtós nyomjelző lövedék, önmegsemmisítés 5,5 másodperc után (2000 méteres távolságban) a nyomjelző végiégése után.        |
| Sprenggranatpatrone L'spur mit Zerleger                      | HE–T               | 120               | 6,6 g HE (nitropenta)                  | ?                           | Nagy robbanóerejű nyomjelző lövedék orrgyújtóval. Önmegsemmisítés nagyjából 2000 méteres távolságban a nyomjelző kiégése után. |
| Brandsprenggranatpatrone L'spur mit Zerleger                 | HEI–T              | 120               | 2,4 g HE (RDX+wax) + 4,1 g gyújtó (Zn) | ?                           | Orrgyújtós nyomjelző lövedék (5 másodperces égéssel), önmegsemmisítéssel                                                       |
| Brandsprenggranatpatrone mit Zerleger                        | HEI                | 120               | 22 g összesen (HE és gyújtó)           | ?                           | Orrgyújtós, nyomjelző nincs, önmegsemmisítő. A nyomjelző hiánya lehetővé teszi a nagy mennyiségű gyúlékony anyag alkalmazását. |
| Panzergranatpatrone L'spur mit Zerleger                      | APHE–T             | 146               | ?                                      | ?                           | Nyomjelző lövedék, önmegsemmisítés két másodperc után, a nyomjelző végigégésével (1000 méteres távolságban).                   |
| Panzerbrandgranatpatrone (Phosphor) L'spur ohne Zerleger     | API–T              | 148               | 3,0 g gyújtó (WP)                      | ?                           | Nyomjelző löveédk, gyújtó és önmegsemmisítő funkció nélkül.                                                                    |
| Panzersprenggranatpatrone L'spur mit Zerleger (Kriegsmarine) | APHE–T             | 121               | 3,6 g HE                               | ?                           | Önmegsemmisítés 4,5 másodperc után (1800 méteres távolságban) a nyomjelző kiégése után.                                        |

## Fordítás
- Ez a szócikk részben vagy egészben  a(z)   2 cm Flak 30/38/Flakvierling című angol Wikipédia-szócikk ezen változatának fordításán alapul.  Az eredeti cikk szerkesztőit annak laptörténete sorolja fel. Ez a jelzés csupán a megfogalmazás eredetét és a szerzői jogokat jelzi, nem szolgál a cikkben szereplő információk forrásmegjelöléseként.